# Anzacia perexigua
Anzacia perexigua är en spindelart som först beskrevs av Simon 1880.  Anzacia perexigua ingår i släktet Anzacia och familjen plattbuksspindlar.
Artens utbredningsområde är Nya Kaledonien. Inga underarter finns listade i Catalogue of Life.